# حكاية صغيرة
حكاية صغيرة (بالألمانية: Kleine Fabel) قصة قصيرة ألمانية من تأليف الكاتب التشيكي فرانز كافكا، كتبها في الفترة من عام 1917 وحتى 1923 على الأرجح في عام 1920. لم تنشر القصة في فترة حياة كافكا، وظهرت للمرة الأولى في عام 1931 بعد وفاة كافكا بسبع سنين في مجموعة من قصصه تحت عنوان «سور الصين العظيم» (Beim Bau der Chinesischen Mauer) قام بتجميعها صديقه ماكس برود ونشرها في برلين. الترجمة الإنجليزية الأولى للقصة نشرت في عام 1933 في لندن.

## القصة
القصة هي عبارة عن فقرة واحدة، وتبدأ بالفأر يتحسر ومن ثم يقول «العالم بأكمله يصغر يوماً بعد يوم، في بادئ الأمر كان كبيراً لدرجة تخيفني، فكنت أركض وأستمر في الركض، وأخيراً كنت سعيداً عندما رأيت نهايته إذ كانت هناك حيطان على اليمين واليسار تبعد عني مسافة كبيرة، ولكن تلك الحيطان المرتفعة سرعان ما تقاربت حتى أصبحت في الحجرة الأخيرة بالفعل، وهناك في أحد الزوايا يوجد الفخ الذي يجب أن أقع فيه» فيجيبه قط بعد أن استمع إليه فيقول له «أنت فقط في حاجة إلى أن تغير اتجهاهك» ويلتهمه بعدها مباشرة.

## وصلات خارجية
- حكاية صغيرة، على كتب جوجل.
- حكاية صغيرة، على الفهرس العالمي.
- حكاية صغيرة، على AbeBooks.
- حكاية صغيرة، على جود ريدز.